# マザーウォーター
『マザーウォーター』は、2010年10月30日に公開された日本映画。
京都を舞台に、ウィスキー・バーを構えるセツコ、コーヒー店を営むタカコ、豆腐を売るハツミら男女7人の日々を描いた作品。

## キャスト
- セツコ：小林聡美 - ウイスキー・バーの店主。
- タカコ：小泉今日子 - コーヒー店の店主。
- ヤマノハ：加瀬亮 - 家具工房の職人。
- ハツミ：市川実日子 - 豆腐を作る女性。
- ジン：永山絢斗 - 銭湯の手伝い。
- オトメ：光石研 - 銭湯の主人。
- マコト：もたいまさこ - 街を散歩する老女。
- ポプラ：田熊直太郎 - 皆が世話をしている乳児。
- ある人：伽奈

## スタッフ
- 監督：松本佳奈
- 脚本：白木朋子、たかのいちこ
- エンディングテーマ：大貫妙子「マザーウォーター」
- 音楽：金子隆博
- 音楽プロデューサー：石井和之、平川智司
- マコトの子守唄：ハンバート ハンバート「おなじ話」
- メインコピー：大田恵美
- 撮影：谷峰登
- 照明：斉藤徹
- 録音：古谷正志
- 美術：富田麻友美
- コスチューム：堀越絹衣
- ヘアメイク：竹下フミ
- フードスタイリスト：飯島奈美
- 編集：普嶋信一
- スクリプター：天池芳美
- 写真：田尾沙織
- メイキング：山口庸子
- 現像：IMAGICA
- スタジオ：日活撮影所
- 企画：霞澤花子
- エグゼクティブプロデューサー：奥田誠治
- プロデューサー：小室秀一、前川えんま、木幡久美
- ラインプロデューサー：関友彦、石川竜大
- 製作者：宮崎洋、平井文宏、峰岸卓生、村上博保、阿佐美弘恭
- 製作委員会（パセリ商会）メンバー：日本テレビ放送網、バップ、シャシャ・コーポレイション、パラダイス・カフェ、スールキートス、博報堂DYメディアパートナーズ、読売テレビ、D.N.ドリームパートナーズ